# Summit (Supercomputer)

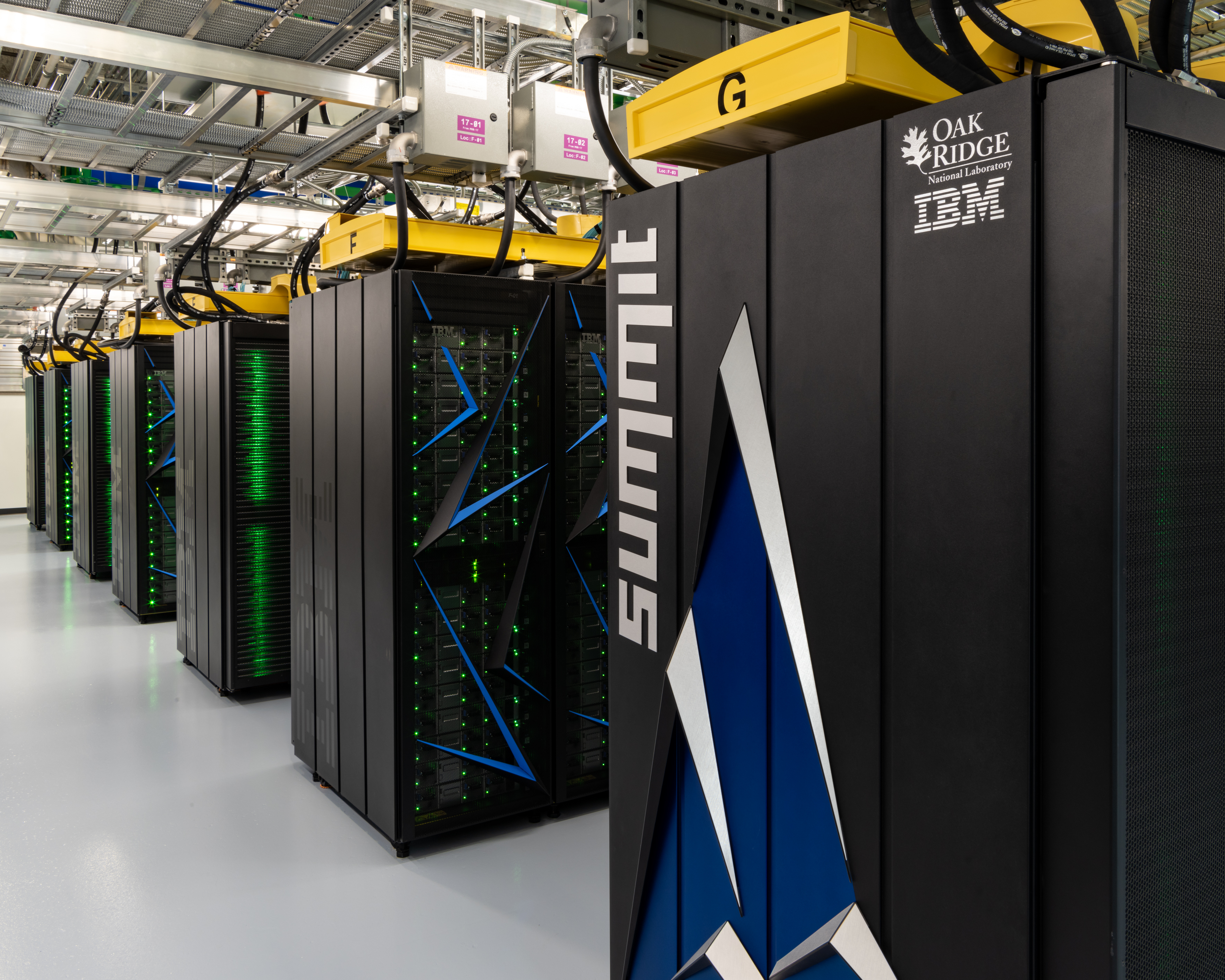
Bild des Summit

Der Summit (auch OLCF-4 genannt) ist ein Supercomputer des Unternehmens IBM, der im Oak Ridge National Laboratory in den USA im Juni 2018 in Betrieb genommen wurde. Zum Zeitpunkt der Inbetriebnahme war der Summit der nach dem Linpack-Benchmark mit einer Spitzenleistung von rund 122 PetaFLOPS, schnellste Supercomputer der Welt und führte die TOP500-Liste von Juni 2018 bis November 2019 an. Damit wurde die Supercomputerliste nach über 2 Jahren wieder von einem amerikanischen System angeführt. Gleichzeitig wurde mit Sierra ein von der Technik nahezu gleiches System für die militärische Forschung gebaut. Im Juni 2022 wurde in Oak Ridge mit Frontier der Nachfolger aktiviert, der zu diesem Zeitpunkt die TOP500 anführte.
Der Summit befand sich ab November 2019 auf der Green500-Liste für Recheneffizienz auf dem 5. Platz und wurde in den folgenden Jahren aus den Top 10 verdrängt.

## Spezifikation
Der Supercomputer besteht zu wesentlichen Teilen aus von IBM eigens hergestellten Komponenten, hat aber insgesamt eine Hybrid-Architektur, d. h., der größte Teil seiner Rechenleistung wird nicht von den IBM-Power9-Hauptprozessoren geliefert, sondern von 27648 GPU-Rechenbeschleunigern vom Typ Nvidia Tesla-V100, die mithilfe der CUDA-Bibliotheken programmiert werden. Die Rechenbeschleuniger unterstützen neben den üblichen doppelt genauen Gleitkommaoperationen auch geringere Präzisionen für AI-Trainings-Zwecke und sollen hier in Summe 3,3 ExaFLOPS leisten.
- 4608 Rechner vom Typ IBM OpenPower9 AC922 füllen über 200 Standard-19-Zoll-Racks, vermutlich 18 Nodes je Rack. Die Racks sind in 8 Reihen aufgestellt, vermutlich zu je 32 Racks je Rack-Reihe, der Rechner belegt damit 520 Quadratmeter
- 10 PetaByte Arbeitsspeicher in Summe (512 GB DDR4-Arbeitsspeicher pro Rechner)
  - 96 GB HBM2-Arbeitsspeicher bei den Nvidia-Rechenbeschleunigern enthalten (16 GB pro GPU)
  - Massenspeicher pro Rechner: 1600 GB
- 2 × 100 Gb/s InfiniBand-Vernetzung von Mellanox
- zwei Power9-CPUs mit je 22 Kernen und 6 Nvidia-Tesla-V100-GPUs pro Rechner
- 250 Petabyte Festplattenspeicher auf GPFS-Dateisystemen mit einer summierten Schreib-/Lese-Bandbreite von 2,5 TB/s
- Elektrische Leistung ca. 13 MW.[4]

Der Rechner leistet damit ca. 12-mal so viel wie sein Vorgänger Titan mit einem Energieverbrauch von 9 MW und 18 PetaFLOPS Rechenleistung. Die Recheneffizienz (GFLOPS/Watt) ist damit gegenüber dem Vorgänger um den Faktor 8 gestiegen.

## Nutzung
Während der COVID-19-Pandemie wurde der Computer genutzt, um Berechnungen über mögliche Arzneimittelverbindungen und deren Verwendbarkeit als Impfstoff zu prüfen. Die Berechnungen dauerten 2 Tage.